# Bizerte
Bizerte eller Bizerta (arabiska: بنزرت, Banzart) är en hamnstad i norra Tunisien, vid Medelhavet. Staden hade nästan 140 000 invånare vid folkräkningen 2014. Den är Afrikas nordligast belägna stad och ett viktigt handelscentrum med en stor hamn och en kanal in till Bizertesjön. Afrikas nordligaste geografiska punkter, Ras ben Sakka och Îles des Chiens, ligger norr om staden och utgör några av världens yttersta platser.
Det har funnits en bosättning vid dagens Bizerte ända sedan fenicisk tid, men staden blev betydande först på 1500-talet. Bizerte var spanskt mellan 1535 och 1572, och franskt mellan 1881 och 1956. Staden skadades svårt under andra världskriget. Fram till 1963 var den en fransk flottbas.

## Administrativ indelning
Bizertes kommun är indelad i fyra arrondissement:
- Aïn Mariam
- Bizerte Medina
- Hached
- Zarzouna

## Näringsliv och kommunikationer
Bizerte är ett regionalt administrations- och handelscentrum, och hamnen är Tunisiens viktigaste import- och exporthamn. Härifrån utskeppas fisk, fosfat, spannmål och järnmalm. Viktiga industrier i staden är petroleumraffinering och fiskkonservering. Bizerte har även en flygplats.

## Historia

### Tidig historia
Bizerte ligger på samma plats som den antika feniciska kolonin Hippo Diarrhytus, men staden blev betydande först på 1500-talet då moriska och judiska flyktingar kom dit från det romersk-katolska Spanien. Nybyggarna gav stadens utveckling en skjuts både i fråga om jordbruk och hantverk. Som många andra nordafrikanska hamnar vid denna tid var Bizerte en bas för barbareskpirater som plundrade europeiska skepp. För att stävja detta intog och befäste spanjorerna Bizerte 1535, men 1572 återtogs staden av osmanska riket. Under 1600-talet var stadens ekonomi nästan uteslutande baserad på piraternas räder.

### Franska intressen från 1700

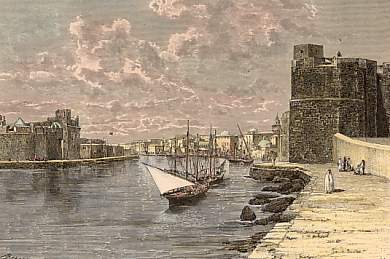
Bizertes hamn och kasbah, 1886.

År 1738 grundade Frankrike handelsstationer längs Algeriets och Tunisiens kuster, en av dem i Bizerte, och trots att de dåliga relationerna mellan Frankrike och Tunisien gjorde att stationen tillfälligt fick stänga 1741 och 1742 var Bizerte en betydande handelsstad under 1700-talet. 1770 tvingade Ali Bey ut fransmännen ur staden, och som hämnd för detta och för kaparnas fortsatta plundring bombarderade franska flottan staden. 1785 angrep en venetiansk flotta staden, som i det närmaste jämnades med marken. Trots oroligheterna fortsatte emellertid Frankrike att importera vete från staden, i synnerhet under franska revolutionen och Napoleonkrigen. 1789 öppnade ett franskt konsulat i Bizerte.
Bizertes hamn hade vid den här tiden börjat uppgrundas, vilket gjorde att staden gick starkt tillbaka i fråga om handel under 1800-talets första hälft. 1819 hade regeringen även förbjudit sjöröveriet, vilket också drabbade stadens ekonomi. Under 1800-talet fördjupades dock Tunisiens relationer med Europa: på 1850-talet drogs en telegraflinje mellan Tunisien och Frankrike genom Bizerte, och 1864 blev staden utgångspunkt för en ledning till Italien. Sedan Suezkanalen öppnats och Tunisien genom fördraget i Bardo 1881 blivit ett franskt protektorat började man göra Bizertekanalen bredare och djupare, bygga tre hamndammar och muddra upp Bizertesjön. Samtidigt förstärktes och utvidgades även de gamla befästningarna, citadell och fyra fort utanför den tornprydda ringmuren, så att de yttersta försvarsverken kom att ligga 7–8 kilometer på ömse sidor om staden. Arbetet gjorde Bizerte till en av de främsta hamnarna i Medelhavet, och syftade till stor del till att skapa en fransk flottbas i staden. Denna flottbas ansågs vid sekelskiftet 1900 vara bland de största och mäktigaste i Medelhavet.

### Andra världskriget

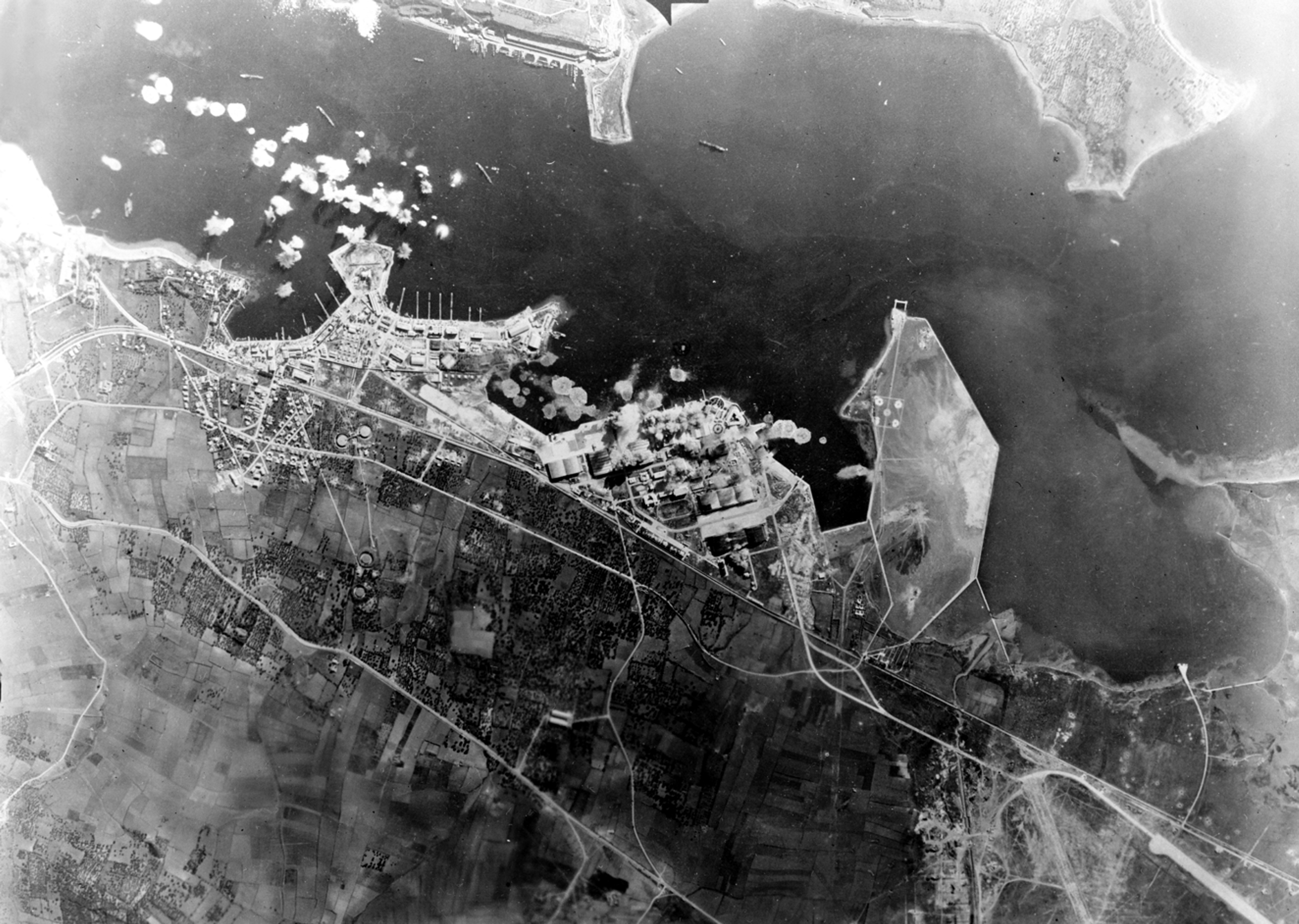
Allierad flygbombning av Bizerte i januari 1943.

Under andra världskriget fick flottbasen i Bizerte genom sitt läge nära sundet mellan Sicilien och Nordafrika stor strategisk betydelse. Staden ockuperades av axelmakterna 1942, strax efter det att engelsmän och amerikaner landstigit i Marocko och Algeriet, och bombades sedan svårt av de allierade. Omkring 70 procent av staden ödelades innan den befriades 1943, men kanalen förblev oskadd och basen användes sedan vid de allierades invasion av Sicilien.

### Efter självständigheten
Efter Tunisiens självständighet 1955–1956 behöll Frankrike kontrollen över flottbasen i Bizerte, och när Tunisien 1961 krävde att basen skulle utrymmas vägrade fransmännen. Basen utsattes för en blockad, och när fransmännen försökte bryta den blev det våldsamma stridigheter med tunisiska civila och paramilitära enheter. Tunisien vädjade till Förenta nationerna, och efter segdragna förhandlingar lämnade fransmännen basen sent 1963. Under åren efter självständigheten har Bizerte och städerna kring Bizertesjön blivit viktiga industriella centrum, och hamnen är Tunisiens viktigaste import- och exporthamn.